# Borstelmondvissen
Borstelmondvissen (Gonostomatidae) zijn een familie van straalvinnige vissen uit de orde van Draakvisachtigen (Stomiiformes).

## Geslachten
- Bonapartia Goode & T. H. Bean, 1896
- Cyclothone Goode & T. H. Bean, 1883
- Diplophos Günther, 1873
- Gonostoma Rafinesque, 1810
- Manducus Goode & T. H. Bean, 1896
- Margrethia Jespersen & Tåning, 1919
- Sigmops T. N. Gill, 1883
- Triplophos A. B. Brauer, 1902